# All My Friends (The Revivalists)
All My Friends is een nummer van de Amerikaanse rockband The Revivalists uit 2018. Het is de eerste single van hun vierde studioalbum Take Good Care.
Frontman Dave Shaw schreef het eerste deel van het nummer toen hij begin '20 was. Op dat moment maakte hij een moeilijke periode door; hij had grote problemen met alcohol en drugs. De band besloot de plaat verder af te maken toen Shaw in de 30 was en zijn leven weer op de rails had. "All My Friends" werd uiteindelijk een eerbetoon aan de vrienden die Shaw door de moeilijke tijd heen hielpen.
Het nummer werd alleen een hit in Nederland, waar het een bescheiden 29e positie behaalde in de Nederlandse Top 40.